# Atletica leggera ai Giochi della XXVI Olimpiade - Marcia 50 km

Video della gara (l'arrivo)

La prova di marcia 50 km ha fatto parte del programma di atletica leggera maschile ai Giochi della XXVI Olimpiade. La competizione si è svolta il 2 agosto 1996 nella città di Atlanta, con arrivo nello Stadio olimpico.

## Presenze ed assenze dei campioni in carica
| Competizione         | Atleta            | Prestazione | Atlanta 1996 |
| -------------------- | ----------------- | ----------- | ------------ |
| Olimpiadi 1992       | Andrej Perlov     | 3h50'13"    | Assente      |
| Europei 1994         | Valeriy Spitsyn   | 3h41'07"    | Non selez.   |
| Asiatici 1994        | Sergey Korepanov  | 3h54'37"    | Presente     |
| Panamericani 1995    | Carlos Mercenario | 3h47'55"    | Non selez.   |
| Coppa del mondo 1995 | Zhao Yong Sheng   | 3h41'20"    | Presente     |
| Mondiali 1995        | Valentin Kononen  | 3h43'42"    | Presente     |

## Ordine d'arrivo
| Pos.    | Atleta                 | Nazione       | Tempo       |
| ------- | ---------------------- | ------------- | ----------- |
| Oro     | Robert Korzeniowski    | Polonia       | 3 h 43' 30" |
| Argento | Michail Shchennikov    | Russia        | 3 h 43' 46" |
| Bronzo  | Valentí Massana        | Spagna        | 3 h 44' 19" |
| 4.      | Arturo Di Mezza        | Italia        | 3 h 44' 52" |
| 5.      | Viktor Ginko           | Bielorussia   | 3 h 45' 27" |
| 6.      | Ignacio Zamudio        | Messico       | 3 h 46' 07" |
| 7.      | Valentin Kononen       | Finlandia     | 3 h 47' 40" |
| 8.      | Sergei Korepanov       | Kazakistan    | 3 h 48' 42" |
| 9.      | Daniel García          | Messico       | 3 h 50' 05" |
| 10.     | Tim Berrett            | Canada        | 3 h 51' 28" |
| 11.     | Aleksandar Raković     | Jugoslavia    | 3 h 51' 31" |
| 12.     | Axel Noack             | Germania      | 3 h 51' 55" |
| 13.     | Giovanni Perricelli    | Italia        | 3 h 52' 31" |
| 14.     | Zhang Huiqiang         | Cina          | 3 h 53' 10" |
| 15.     | Thomas Wallstab        | Germania      | 3 h 54' 48" |
| 16.     | Héctor Moreno          | Colombia      | 3 h 54' 57" |
| 17.     | Julio César Urías      | Guatemala     | 3 h 56' 27" |
| 18.     | Germán Sánchez         | Messico       | 3 h 57' 47" |
| 19.     | René Piller            | Francia       | 3 h 58' 00" |
| 20.     | Roman Mrazek           | Slovacchia    | 3 h 58' 20" |
| 21.     | Štefan Malík           | Slovacchia    | 3 h 58' 40" |
| 22.     | Jaime Barroso          | Spagna        | 4 h 01' 09" |
| 23.     | Modris Liepiņš         | Lettonia      | 4 h 01' 12" |
| 24.     | Allen James            | Stati Uniti   | 4 h 01' 18" |
| 25.     | Nikolay Matyukhin      | Russia        | 4 h 01' 49" |
| 26.     | Andrzej Chylinski      | Stati Uniti   | 4 h 03' 13" |
| 27.     | Miloš Holuša           | Rep. Ceca     | 4 h 03' 16" |
| 28.     | Martial Fesselier      | Francia       | 4 h 04' 42" |
| 29.     | Tadahiro Kosaka        | Giappone      | 4 h 05' 57" |
| 30.     | Antero Lindman         | Finlandia     | 4 h 07' 58" |
| 31.     | Pascal Charrière       | Svizzera      | 4 h 10' 20" |
| 32.     | Peter Tichý            | Slovacchia    | 4 h 10' 55" |
| 33.     | Craig Barrett          | Nuova Zelanda | 4 h 15' 15" |
| 34.     | Chris Maddocks         | Regno Unito   | 4 h 18' 41" |
| 35.     | Daugvinas Zujus        | Lituania      | 4 h 23' 35" |
| 36.     | José Magalhaes         | Portogallo    | 4 h 27' 37" |
| —       | Jesús Ángel García     | Spagna        | Rit.        |
| —       | Duane Cousins          | Australia     | Rit.        |
| —       | Giovanni De Benedictis | Italia        | Rit.        |
| —       | Evgenij Misyulya       | Bielorussia   | Rit.        |
| —       | Jani Lehtinen          | Finlandia     | Rit.        |
| —       | Vitaliy Popovych       | Ucraina       | Rit.        |
| —       | Andrey Plotnikov       | Russia        | Rit.        |
| —       | Ronald Weigel          | Germania      | Rit.        |
| —       | Hubert Sonnek          | Rep. Ceca     | Rit.        |
| —       | Thierry Toutain        | Francia       | Squal.      |
| —       | Simon Baker            | Australia     | Squal.      |
| —       | Hugo López             | Guatemala     | Squal.      |
| —       | Mao Xinyuan            | Cina          | Squal.      |
| —       | Zhao Yongsheng         | Cina          | Squal.      |
| —       | Herman Nelson          | Stati Uniti   | Squal.      |
| —       | Fedosei Ciumacenco     | Moldavia      | NP          |